# Ostrovec-Lhotka
Ostrovec-Lhotka je obec ve východní části okresu Rokycany v Plzeňském kraji. Leží asi osm kilometrů severně od Zbiroha. V obci žije 115 obyvatel. Obec se skládá ze dvou místních částí – Ostrovce a Lhotky. V celé obci je registrováno celkem 222 domů.

## Název
Název Ostrovec (chybně Ostroves) údajně vychází z polohy kterou zaujímá mezi údolími a potoky, ostrov tak připomínající.

## Historie

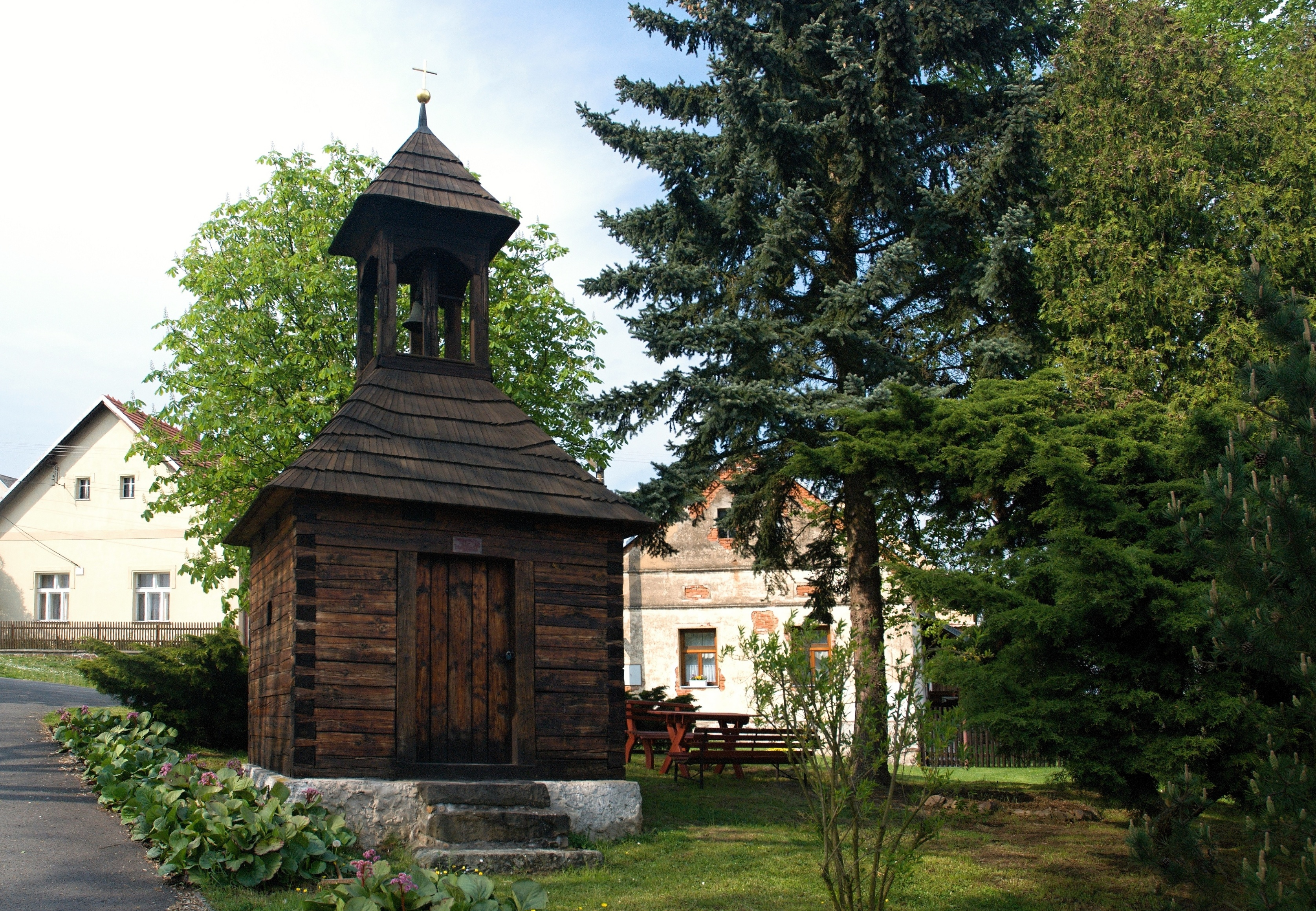
Roubená zvonice v Ostrovci

První písemná zmínka o Ostrovci pochází z roku 1115, kdy byla vesnice knížetem Vladislavem darována kladrubskému klášteru. Sedláček a Drachovský dále uvedli bez udání data a pramene, že ves byla darována, i se sousední Lhotkou, Karlem IV. Buškovi z Kasejovic. Ten ji prodal roku 1366 Michalovi ze Sedlce. Roku 1384 pak Ostrovec byl v držení Michalova syna Michala z Ostrova (jak se také dříve Ostrovci říkalo).
Dle Drachovského byla za držení jednoho z Michalů byla vystavena při zdejším dvoře tvrz. Jedinou zpráva o ní je z roku 1541, kdy jí Jiřík Osterský ze Sulevic prodal spolu se vsí a dvorem Janu Mladotovi ze Solopysk. Další zmiňovanou změnou majitele je pak změna z roku 1588, kdy ves získal Vilém z Landštejna na Krašově od Bohuslava Doupovce z Doupova. Dále pak Ostrovec náležel Křivoklátu, ale roku 1607 byl jako královský majetek připojen ke Zbirohu. Rok zániku tvrzí není znám, pravděpodobně k tomu došlo roku 1664, kdy na jejím místě vznikl nový ovčín, který však dnes také neexistuje.
Dne 13. února 1991 byla celá obec Lhotka přejmenována na Ostrovec-Lhotka.

## Přírodní poměry
Ostrovec-Lhotka leží na okraji Chráněné krajinné oblasti Křivoklátsko. V blízkosti (zhruba čtyři kilometry východně) se nachází národní přírodní rezervace Kohoutov. Druhým chráněným územím v severozápadní části katastrálním území je přírodní rezervace Lípa.

## Obyvatelstvo
| Rok            | 1869 | 1880 | 1890 | 1900 | 1910 | 1921 | 1930 | 1950 | 1961 | 1970 | 1980 | 1991 | 2001 | 2011 | 2021 |
| -------------- | ---- | ---- | ---- | ---- | ---- | ---- | ---- | ---- | ---- | ---- | ---- | ---- | ---- | ---- | ---- |
| Počet obyvatel | 630  | 464  | 432  | 424  | 381  | 347  | 327  | 221  | 206  | 167  | 125  | 96   | 88   | 115  | 110  |
| Počet domů     | 73   | 85   | 74   | 78   | 75   | 75   | 83   | 88   | 69   | 61   | 51   | 77   | 79   | 81   | 83   |

## Obecní správa
Obec Ostrovec-Lhotka vznikla 13. února 1991 sloučením dvou částí, jimiž jsou Ostrovec a Lhotka.

### Části obce
- Lhotka
- Ostrovec

### Obecní symboly
Znak a vlajka byly obci uděleny rozhodnutím předsedkyně Poslanecké sněmovny Parlamentu České republiky dne 27. června 2025.

## Pamětihodnosti
- Roubená zvonice stojící na Ostrovecké návsi je kulturní památka z roku 1761.
- V obci je soubor původní roubené lidové architektury.
- Roubený ostrovecký mlýn vzdálen asi 600 metrů východně od centra vsi.
- V části Lhotka je obdélníková kaple se zlidovělou sochou svatého Jana Nepomuckého.
- Na návrší v lese nad Lhotkou je barokní kaple svatého Vojtěcha.